# Pteris daguanense
Pteris daguanense là một loài dương xỉ trong họ Pteridaceae. Loài này được Ching ex L.L. Xiang mô tả khoa học đầu tiên..
Danh pháp khoa học của loài này chưa được làm sáng tỏ. 